# Abubakar Tafawa Balewa
Abubakar Tafawa Balewa (Bauchi, dezembro de 1912 – Lagos, 15 de janeiro de 1966), nascido Mallam Abubakar, foi um professor e político nigeriano que serviu como o primeiro e único primeiro-ministro da Nigéria após a independência do país frente ao Reino Unido em 1960.

## Primeiros anos
Nascido em dezembro de 1912 na cidade de Bauchi, no Protetorado do Norte da Nigéria, era filho de Balewa, Yakubu Dan Zala, nigeriano da tribo gere, e de Fatima Inna, nigeriana descendente das tribos gere e fula. Seu pai trabalhava na casa do chefe do distrito de Lere, localizado no antigo Emirado de Bauchi.
Balewa começou sua formação em uma escola primária tribal de Bauchi. Quando os administradores coloniais britânicos do Protetorado Sul da Nigéria começaram a pressionar que o modelo de educação ocidental também fosse aplicado nas escolas do Protetorado do Norte, Balewa esteve no grupo de crianças nativas enviadas para a atual Escola Primária Tafawa Balewa. Concluída esta etapa de ensino, prosseguiu para a Escola Secundária Provincial de Bauchi. Como muitos de seus contemporâneos, estudou na atual Barewa College, na época denominada Katsina College, onde cursou o ensino superior.
A faculdade estava localizada a vários quilômetros de distância de Bauchi e não ficava próxima de nenhuma estação ferroviária. Durante as férias, divididas em 2 períodos ao longo do ano letivo, Balewa fazia o trajeto até casa a pé numa distância superior a 400 quilômetros. Ele caminhava 40 quilômetros por dia, antes de encontrar um local de descanso em um vilarejo próximo. Dessa forma, suas viagens a pé duravam 10 dias.
O Katsina College continha em seu quadro de docentes professores britânicos expatriados, muitos dos quais haviam sido educados nas principais escolas britânicas e que depois frequentaram as prestigiadas universidades de Cambridge e Oxford. As aulas na instituição eram ministradas em inglês e a fluência no idioma foi parte importante do aprendizado dos alunos. Além da excelência na fluência do inglês, a escola também consistiu em um importante centro de formação de educadores que seriam posteriormente enviados para lecionar nas escolas primárias e secundárias nas províncias do Norte da Nigéria.

## Carreira profissional

Estátua dedicada à Balewa em Owerri, no estado de Imo

Após concluir seus estudos universitários, e retornou a Bauchi para lecionar no Colégio Secundário de Bauchi. Inicialmente como professor substituto, logo firmou-se como professor titular. Em 1941, ele conheceu Aminu Kano, enviado pela administração britânica para ser o novo diretor do colégio. Após uma agitação estudantil, investigações sobre queixas estudantis levantadas contra a conduta do novo diretor ocasionaram sua demissão e Balewa foi nomeado como o novo diretor.
Em 1944, Balewa e um grupo seleto de professores que lecionavam nos estados do Norte da Nigéria foram selecionados para fazer pós-graduação no exterior com bolsa no Instituto de Educação da University College London. Ao retornar à Nigéria, tornou-se Inspetor de escolas ocidentais administração colonial britânica e posteriormente ingressou na política.

## Carreira política
Em 1946, Balewa elegeu-se para a Assembleia do Norte e 1 ano depois, elegeu-se também para o Conselho Legislativo. Como legislador, foi um defensor dos direitos políticos do Norte da Nigéria, embora tenha hesitado sobre a possibilidade da região tornar-se um país independente com base na percepção de que o Norte não encontrava-se em pé de igualdade em comparação ao Sul da Nigéria. Em seu mandato na Assembléia do Norte, ele buscou desempenhar funções de maior responsabilidade na administração local e juntamente com Alhaji Sir Ahmadu Bello, que detinha o título hereditário de Sardauna de Sokoto, propuseram a transformação da organização cultural Congresso Popular do Norte (NPC) em um partido político em condições de disputar as eleições locais de 1951. Balewa foi eleito vice-presidente do novo partido, tendo renunciado à sua posição de diretor no Colégio Secundário de Bauchi.

### Como ministro de Estado colonial
O NPC foi o partido mais votado na eleição local de 1947 e passou a compor a maior bancada parlamentar da Assembleia do Norte. Balewa estava entre os novos legisladores, representando o estado de Kaduna. Sob a vigência da Constituição Macpherson, promulgada neste mesmo ano, um sistema político de colégio eleitoral foi implementado, de modo que candidatos locais tornaram-se aptos a disputar os assentos da Câmara Federal dos Deputados em Lagos, até então capital da Nigéria colonial. Entre os deputados federais eleitos, três membros de cada região da colônia seriam nomeados ministros de Estado. Balewa estava entre os nomeados e junto com Kashim Ibrahim e Muhammadu Ribadu foram nomeados ministros.
Balewa entrou oficialmente no gabinete do governo federal em 1952 como Ministro das Obras, e mais tarde serviu como Ministro dos Transportes em um um período em que a Nigéria caminhava em direção à independência. Durante sua gestão à frente do Ministério dos Transportes, as autarquias estatais de transportes marítimo e ferroviário foram transformadas em empresas estatais e projetos de infraestrutura, como a ponte sobre o Rio Níger e  a Barragem de Kainji foram desenvolvidos.

### Como primeiro-ministro

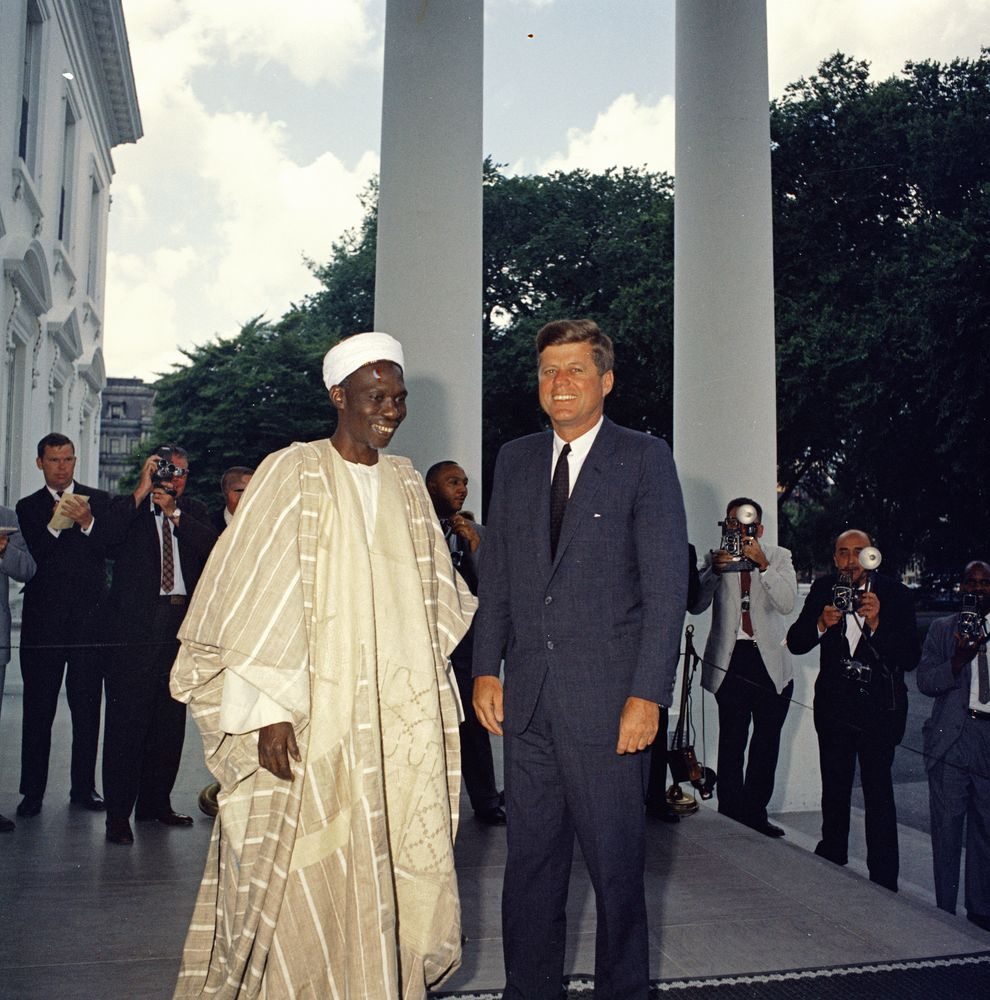
Balewa na Casa Branca com o presidente John Kennedy em visita oficial aos EUA em 1961

Na eleição parlamentar de 1959, o NPC conquistou a maioria dos assentos para a Assembleia Nacional da Nigéria e Balewa foi designado por Isabel II do Reino Unido como primeiro-ministro da Nigéria colonial após um referendo constitucional realizado em 1954 ter aprovado a implementação do sistema de poder federalista que conferia maior grau de autonomia política e administrativa para as regiões do país. Como parte de seus planos para unificar o país rumo à independência, conquistada oficialmente em 1960, ele formou um governo de coalizão com o Conselho Nacional da Nigéria e Camarões (NCNC), liderado por Nnamdi Azikiwe, e também com o Grupo Ação (AG), liderado por Obafemi Awolowo. Embora Awolowo mantivesse ceticismo em relação à viabilidade da coalizão política formada, NCNC e AG endossaram o NPC e Ayo Rosiji e Samuel Akintola foram nomeados ministros de Estado.

## Últimos anos
Após a declaração formal de independência da Nigéria em 1960, Balewa manteve-se no cargo de primeiro-ministro, sendo o primeiro e o único nigeriano a ocupar tal cargo na história do novo país independente. Reelegeu-se com maioria absoluta para um segundo mandato na eleição parlamentar de 1964 e governou até ser deposto e assassinado durante o golpe de Estado de 1966, perpetrado por oficiais rebeldes das Forças Armadas da Nigéria supostamente contra a corrupção praticada em sua administração à frente do país. Na realidade, o desencadeamento do conflito civil fundamentava-se mais na tensa relação mantida entre líderes políticos regionais sobre os limites territoriais e constitucionais de seus poderes em suas regiões de governo que levou a crescentes embates dos estados contra o governo federal.